# Copa Libertadores de Futebol de Areia
A Copa Libertadores da América de Futebol de Areia é um torneio realizado anualmente pela CONMEBOL e em sua primeira edição em 2016, desempenhada na Praia do Gonzaga, em Santos, São Paulo, teve como campeão invicto o Vasco da Gama. O Vasco da Gama também é o maior vencedor da competição com quatro títulos.

## História
A cidade de Santos, São Paulo sediou a  primeira Copa Libertadores da América de Futebol de Areia, realizada na Praia do Gonzaga. O torneio seria disputado entre 6 e 11 de dezembro de 2016, porém, por solicitação da Confederação Brasileira de Futebol (CBF) foi adiado em respeito às 71 vítimas da tragédia da Chapecoense ocorrido em 29 de novembro de 2016 na Colômbia. Assim, mesmo sendo disputada em 2017, a edição é referente ao ano de 2016, por motivos de homologação junto à CONMEBOL.
Na decisão do campeonato, o Vasco da Gama, de maneira invicta, sagrou-se o primeiro campeão da competição ao derrotar o Rosario Central por 8 a 1. Rafael Padilha (Vasco) foi escolhido o ‘Melhor Goleiro’, Bokinha (Vasco) ficou com o troféu de ‘Artilheiro’ (12 gols) e Mauricinho (Vasco) foi eleito ‘Melhor Jogador’.
Em novembro de 2017, a segunda edição da competição foi realizada em Lambaré, Paraguai, marcada pelo aumento no número de participantes, de nove para doze. A final terminou com o Vasco da Gama conquistando o bicampeonato invicto ao vencer o Club Malvín do Uruguai na final por 8 a 5. O jogador Bokinha, do Vasco da Gama, foi eleito o melhor jogador, enquanto Carlos Carballo, do Garden Club e Sebastian Azimonti, do Malvín, finalizaram como artilheiro e melhor goleiro, respectivamente.

## Distribuição de vagas

Troféu da Copa Libertadores de Futebol de Areia, organizado pela Conmebol.

As vagas são distribuídas da seguinte maneira:
| Vagas | País      | Classificação                                                                   |
| ----- | --------- | ------------------------------------------------------------------------------- |
| 1     | —         | Clube representante                                                             |
| 1     | —         | Campeão da Copa Libertadores do ano anterior                                    |
| 1     | Argentina | Campeão do Campeonato Argentino                                                 |
| 1     | Bolívia   | Campeão do Campeonato Boliviano                                                 |
| 1     | Brasil    | Campeão do (C. Brasileiro, Copa Brasil, Circuito Brasil ou Supercopa do Brasil) |
| 1     | Chile     | Campeão do Campeonato Chileno                                                   |
| 1     | Colômbia  | Campeão do Campeonato Colombiano                                                |
| 1     | Equador   | Campeão do Campeonato Equatoriano                                               |
| 1     | Paraguai  | Campeão do Campeonato Paraguaio                                                 |
| 1     | Peru      | Campeão do Campeonato Peruano                                                   |
| 1     | Uruguai   | Campeão do Campeonato Uruguaio                                                  |
| 1     | Venezuela | Campeão do Campeonato Venezuelano                                               |

## Títulos

### Por equipe
| Ordem | País                 | Medalha de ouro | Medalha de prata | Medalha de bronze | Total |
| ----- | -------------------- | --------------- | ---------------- | ----------------- | ----- |
| 1     | Vasco da Gama        | 4               | 1                | 0                 | 5     |
| 2     | Presidente Hayes     | 1               | 1                | 0                 | 2     |
| 3     | Vitória              | 1               | 0                | 0                 | 1     |
| 3     | San Antonio          | 1               | 0                | 0                 | 1     |
| 4     | Sampaio Corrêa       | 0               | 1                | 1                 | 2     |
| 5     | Rosario Central      | 0               | 1                | 0                 | 1     |
| 5     | Malvín               | 0               | 1                | 0                 | 1     |
| 5     | Cerro Porteño        | 0               | 1                | 0                 | 1     |
| 5     | Sportivo Luqueño     | 0               | 1                | 0                 | 1     |
| 6     | Deportes Iquique     | 0               | 0                | 1                 | 1     |
| 6     | Universidad Autónoma | 0               | 0                | 1                 | 1     |
| 6     | Acassuso             | 0               | 0                | 1                 | 1     |
| 6     | Libertad             | 0               | 0                | 1                 | 1     |
| 6     | Centauros            | 0               | 0                | 1                 | 1     |

### Por país
| Ordem | País      | Medalha de ouro | Medalha de prata | Medalha de bronze | Total |
| ----- | --------- | --------------- | ---------------- | ----------------- | ----- |
| 1     | Brasil    | 5               | 2                | 1                 | 8     |
| 2     | Paraguai  | 2               | 3                | 2                 | 7     |
| 3     | Argentina | 0               | 1                | 2                 | 3     |
| 4     | Uruguai   | 0               | 1                | 0                 | 1     |
| 5     | Chile     | 0               | 0                | 1                 | 1     |
| 6     | Venezuela | 0               | 0                | 1                 | 1     |

## Participação por clube
| Time                 | 2016 (9) | 2017 (12) | 2018 (12) | 2019 (12) | 2022 (12) | 2023 (12) | 2024 (12) | Total |
| 24 de Setiembre      | -        | -         | -         | -         | -         | -         | 4º        | 1     |
| Acassuso             | -        | -         | 4º        | 3º        | 3º        | 10º       | 11º       | 5     |
| Alto Hospicio        | -        | -         | -         | -         | 4°        | -         | -         | 1     |
| Antioquia            | -        | -         | -         | -         | -         | 5º        | 6º        | 2     |
| Bella Vista          | -        | -         | 5º        | -         | -         | -         | -         | 1     |
| Centauros            | -        | -         | -         | -         | -         | -         | 3º        | 1     |
| Cerro Porteño        | -        | -         | -         | 2º        | -         | -         | -         | 1     |
| CODE Iquique         | -        | -         | 10º       | -         | -         | -         | -         | 1     |
| Delfín               | -        | 9º        | 12º       | -         | -         | -         | -         | 2     |
| Deportes Iquique     | 3º       | -         | -         | 6º        | -         | -         | -         | 2     |
| Deportivo Provincial | -        | 7º        | -         | -         | -         | -         | -         | 1     |
| Enabolco FC          | -        | -         | -         | -         | 12°       | -         | -         | 1     |
| Ferrocarril          | -        | 11º       | -         | -         | -         | -         | 8º        | 2     |
| Fluminense Blasa     | -        | -         | -         | 12º       | -         | -         | -         | 1     |
| Garden Club          | -        | 4º        | -         | -         | -         | -         | -         | 1     |
| Guaicamacuto         | -        | -         | -         | -         | -         | 7º        | -         | 1     |
| Guaviare             | -        | -         | -         | 5º        | -         | -         | -         | 1     |
| Hamacas              | 8º       | 8º        | 6º        | 7º        | -         | 11°       | -         | 5     |
| La 25 Export         | -        | -         | 8º        | -         | -         | -         | -         | 1     |
| Libertad             | -        | -         | -         | -         | -         | 3º        | -         | 1     |
| Malvín               | 7º       | 2º        | -         | -         | 8°        | -         | -         | 3     |
| Monagas Dífalo       | -        | 6º        | 11º       | 4º        | -         | -         | -         | 3     |
| Palma Verde          | -        | -         | -         | -         | -         | -         | 7º        | 1     |
| Playas FC            | -        | -         | -         | -         | 11°       | -         | 12°       | 2     |
| Presidente Hayes     | -        | -         | -         | -         | 1º        | 2º        | -         | 2     |
| Puerta del Lago      | 5º       | -         | 7º        | -         | -         | -         | -         | 2     |
| Punta Hermosa        | 4º       | -         | -         | -         | -         | -         | -         | 1     |
| Racing               | -        | -         | -         | 11º       | -         | -         | -         | 1     |
| Reales de Miranda    | 9º       | -         | -         | -         | -         | -         | -         | 1     |
| Rosario Central      | 2º       | -         | -         | -         | -         | -         | -         | 1     |
| Sampaio Corrêa       | -        | 5º        | 3º        | -         | 2°        | 6º        | -         | 4     |
| San Antonio          | -        | -         | -         | -         | 6°        | -         | -         | 1     |
| San Antonio          | -        | -         | -         | -         | -         | 1º        | 5°        | 2     |
| San Bernardino       | -        | -         | -         | 8º        | -         | -         | -         | 1     |
| Santa Marta          | 6º       | -         | -         | -         | -         | -         | -         | 1     |
| Sportivo Cerrito     | -        | -         | -         | -         | -         | 9º        | 9º        | 2     |
| Sportivo Luqueño     | -        | -         | -         | -         | -         | -         | 2º        | 1     |
| Tito Drago           | -        | -         | 9º        | 9º        | 7°        | -         | -         | 3     |
| Univ. Arturo Prat    | -        | 10º       | -         | -         | -         | -         | -         | 1     |
| Universidad Autónoma | -        | 3º        | -         | -         | -         | -         | -         | 1     |
| Unión Lurín          | -        | -         | -         | -         | -         | 4º        | -         | 1     |
| Unión Morro          | -        | -         | -         | -         | 9°        | -         | -         | 1     |
| Utrahuilca           | -        | 12º       | -         | -         | 10°       | -         | -         | 2     |
| Vasco da Gama        | 1º       | 1º        | 2º        | 1º        | 5°        | -         | 1º        | 6     |
| Victoria Andrés      | -        | -         | -         | -         | -         | 12°       | -         | 1     |
| Vitória              | -        | -         | 1º        | 10º       | -         | -         | -         | 2     |